# Асеновград (железопътна гара)
Железопътна гара Асеновград е се намира в град Асеновград, на около 18 км от гр. Пловдив. Тържествено е открита през 1928 г. от цар Борис III. Гарата е крайна, връзката е само с Пловдив.

## Разписания и влакове
Обикновено на гарата на всеки кръгъл час пристига електрически мотрисен влак (ЕМВ). По пътя си за Пловдив спира в Маврудово, Крумово, Вагоноремонтното депо в Пловдив. Първият влак пристига в 6:00 часа, а последният потегля в 22:15 ч.
От Пловдив първият влак за Асеновград тръгва в 5:30, а последният – в 21:35 ч. Разстоянието се изминава за около 20 минути, а влакът стои на гарите в Пловдив и Асеновград 6 – 7 мин. През работните дни има извънредни влакове в 6:00 ч. главно за учещи и работещи.

## Гарата
Гарата се намира на кръстовището на бул. „Васил Левски“ и ул. „Борислав“ (идваща от бул. „България“). Зад нея е индустриалната част на града. Близо до гарата се намира градската автогара.
Има 3 главни коловоза, като обикновено на II коловоз пристига влакът от Пловдив.